# Alain Bureau
Alain Bureau, né le 15 juillet 1948 à Lubersac (Corrèze), est un homme politique français, membre du parti socialiste.

## Biographie
Il est le suppléant de François Loncle. Ce dernier étant nommé membre du gouvernement, il occupe le siège du 4 juillet 1992 au 1er avril 1993.
Alain Bureau est par ailleurs conseiller général et conseiller municipal de Louviers, candidat à la mairie en 1989.
Il crée une société civile immobilière en 1989. Alfred Recours en est l'associé depuis mai 2014.